# Maillat
Maillat és un municipi francès situat al departament de l'Ain i a la regió d'Alvèrnia-Roine-Alps. L'any 2007 tenia 650 habitants.

## Demografia

### Població
El 2007 la població de fet de Maillat era de 650 persones. Hi havia 252 famílies de les quals 63 eren unipersonals (35 homes vivint sols i 28 dones vivint soles), 79 parelles sense fills, 98 parelles amb fills i 12 famílies monoparentals amb fills.
La població ha evolucionat segons el següent gràfic:
Habitants censats

### Habitatges
El 2007 hi havia 293 habitatges, 255 eren l'habitatge principal de la família, 14 eren segones residències i 24 estaven desocupats. 221 eren cases i 71 eren apartaments. Dels 255 habitatges principals, 179 estaven ocupats pels seus propietaris, 70 estaven llogats i ocupats pels llogaters i 6 estaven cedits a títol gratuït; 1 tenia una cambra, 19 en tenien dues, 28 en tenien tres, 55 en tenien quatre i 152 en tenien cinc o més. 207 habitatges disposaven pel capbaix d'una plaça de pàrquing. A 110 habitatges hi havia un automòbil i a 122 n'hi havia dos o més.

### Piràmide de població
La piràmide de població per edats i sexe el 2009 era:
| Homes | Edats   | Dones |
| ----- | ------- | ----- |
| 0     | 95 o +  | 0     |
| 0     | 90 a 94 | 0     |
| 0     | 85 a 89 | 12    |
| 0     | 80 a 84 | 0     |
| 8     | 75 a 79 | 16    |
| 12    | 70 a 74 | 12    |
| 12    | 65 a 69 | 16    |
| 8     | 60 a 64 | 12    |
| 12    | 55 a 59 | 12    |
| 28    | 50 a 54 | 24    |
| 20    | 45 a 49 | 24    |
| 20    | 40 a 44 | 16    |
| 28    | 35 a 39 | 24    |
| 24    | 30 a 34 | 28    |
| 36    | 25 a 29 | 32    |
| 12    | 20 a 24 | 12    |
| 36    | 15 a 19 | 24    |
| 24    | 10 a 14 | 36    |
| 28    | 5 a 9   | 24    |
| 16    | 0 a 4   | 36    |

## Economia
El 2007 la població en edat de treballar era de 431 persones, 330 eren actives i 101 eren inactives. De les 330 persones actives 309 estaven ocupades (176 homes i 133 dones) i 22 estaven aturades (9 homes i 13 dones). De les 101 persones inactives 37 estaven jubilades, 37 estaven estudiant i 27 estaven classificades com a «altres inactius».

### Ingressos
El 2009 a Maillat hi havia 251 unitats fiscals que integraven 652 persones, la mediana anual d'ingressos fiscals per persona era de 18.814 €.

### Activitats econòmiques
Dels 48 establiments que hi havia el 2007, 3 eren d'empreses alimentàries, 1 d'una empresa de fabricació de material elèctric, 7 d'empreses de fabricació d'altres productes industrials, 7 d'empreses de construcció, 4 d'empreses de comerç i reparació d'automòbils, 6 d'empreses de transport, 3 d'empreses d'hostatgeria i restauració, 3 d'empreses financeres, 1 d'una empresa immobiliària, 2 d'empreses de serveis, 8 d'entitats de l'administració pública i 3 d'empreses classificades com a «altres activitats de serveis».
Dels 9 establiments de servei als particulars que hi havia el 2009, 1 era una oficina de correu, 1 taller de reparació d'automòbils i de material agrícola, 1 fusteria, 3 lampisteries, 1 empresa de construcció i 2 perruqueries.
Dels 3 establiments comercials que hi havia el 2009, 2 eren fleques i 1 una fleca.
L'any 2000 a Maillat hi havia 6 explotacions agrícoles.

## Equipaments sanitaris i escolars
El 2009 hi havia una escola elemental.

## Poblacions més properes
El següent diagrama mostra les poblacions més properes.